# レムスエック・アム・ネッカー
レムスエック・アム・ネッカーまたはレムゼック・アム・ネッカー (ドイツ語: Remseck am Neckar) は、ドイツ連邦共和国バーデン＝ヴュルテンベルク州シュトゥットガルト行政管区のルートヴィヒスブルク郡に属す市である。本市はルートヴィヒスブルク郡で6番目に大きな街であり、シュトゥットガルトを上級中心都市とするルートヴィヒスブルク/コルンヴェストハイム中級中心地区に属す。また、シュトゥットガルト地域（1992年まではミットレラー・ネッカー地域）およびシュトゥットガルト大都市圏に含まれる。
1975年1月1日の地域再編により成立し、当初はアルディンゲン・アム・ネッカーという名称であったが、1977年にレムスエック・アム・ネッカーという名称となり、2004年1月1日に大規模郡都市となった。

## 地理

### 位置

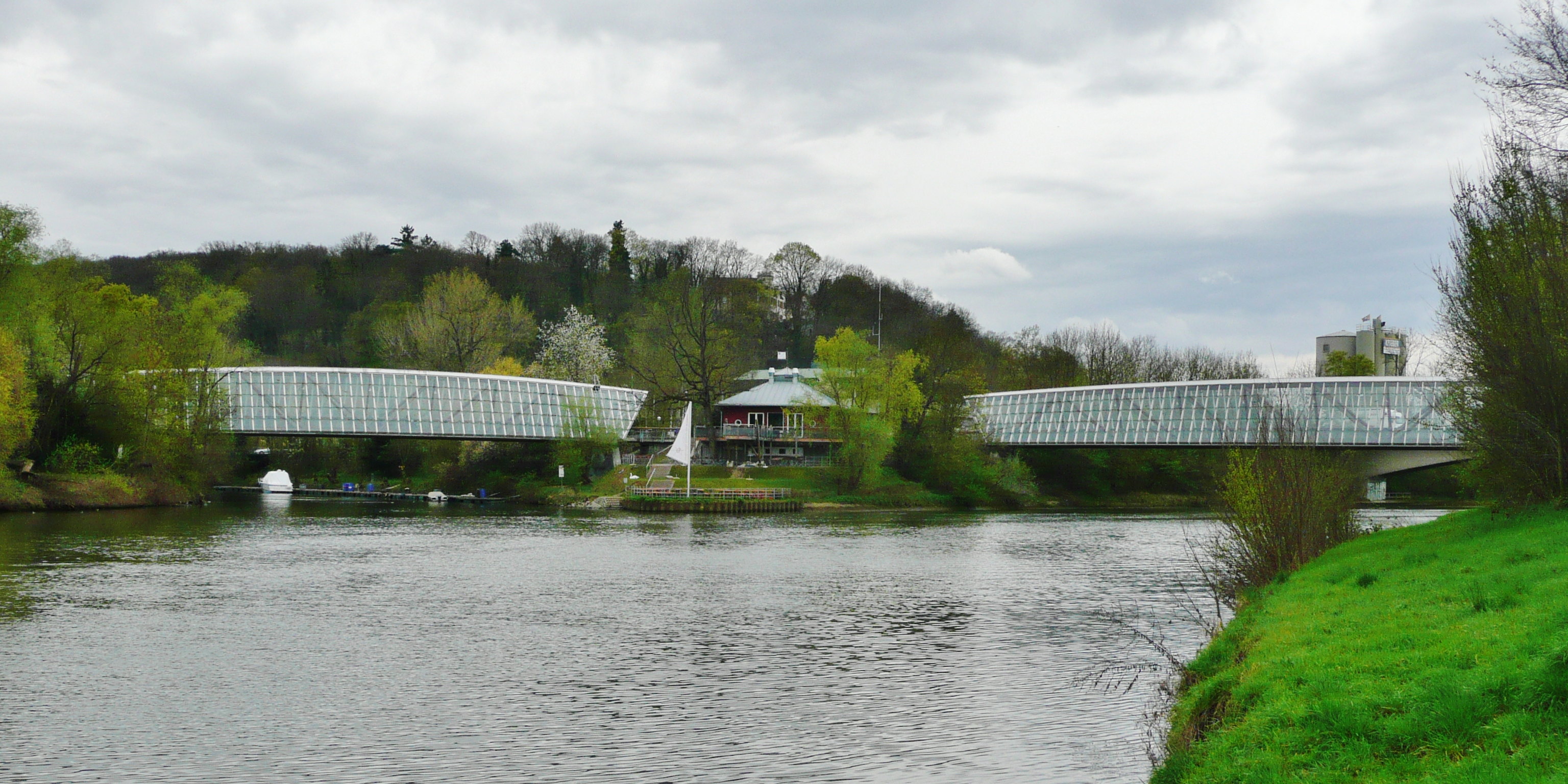
レムス川（左）がネッカー川（右）に注ぐ合流点。ガラス屋根で覆われた橋が架かっている。

レムスエック・アム・ネッカーは、州都シュトゥットガルトの北に位置するネッカー川の谷に位置しており、この街の近郊でレムス川がネッカー川に合流する。ここにはネッカーレムス市区がある。ネッカー川左岸側の集落はランゲン・フェルトに、右岸側の集落はバックナング盆地に含まれる。市域内の最低地点はネッカー川の川床で 203 m、最高地点はホーホベルクの森の海抜 299 m である。

### 隣接する市町村
西から時計回りに以下の市町村がこの街と境を接している: コルンヴェストハイム、ルートヴィヒスブルク、マールバッハ・アム・ネッカー（ジーゲルハウゼン地区）（以上いずれもルートヴィヒスブルク郡）、ヴァイブリンゲン（ハークナハ地区およびビッテンフェルト地区）、フェルバッハ（ともにレムス＝ムル郡）、シュトゥットガルト（郡独立市）。

### 市の構成
レムスエック・アム・ネッカー市は、アルディンゲン、ホーホベルク、ホーホドルフ、ネッカーグレーニンゲン、ネッカーレムス、パットンヴィレの6つの市区で構成されている。1993年までアメリカ人住宅地であったパットンヴィレ以外の市区は、かつて同名の独立した町村で、これらが合併したことで現在のレムスエック・アム・ネッカー市が形成された。アルディンゲン市区にはアルディンゲン・アム・ネッカー集落およびゾネンホーフ農場が属す。ホーホベルク市区にはホーホベルク集落およびエーゲンヘフト集落が属す。ホーホドルフ市区はホーホドルフ・アム・ネッカー集落からなる。ネッカーグレーニンゲン市区はネッカーフレー人間集落から形成される。ネッカーレムス市区はネッカーレムス集落とレムスネッカー農場およびレニンゲン集落からなる。パットンヴィレにはパットンヴィレ住宅地の東部が属す。西部はコルンヴェストハイムの市域にあたる。

### 土地利用
| 土地用途別面積     | 面積 (km2) | 占有率 |
| ------------------ | ---------- | ------ |
| 住宅地および空き地 | 2.29       | 10.0 % |
| 産業用地           | 0.98       | 4.3 %  |
| レジャー用地       | 0.49       | 2.2 %  |
| 交通用地           | 2.06       | 9.0 %  |
| 農業用地           | 14.21      | 62.3 % |
| 森林               | 1.00       | 4.4 %  |
| 水域               | 0.57       | 2.5 %  |
| その他の用地       | 1.22       | 5.3 %  |
| 合計               | 22.82      |        |

州統計局の2018年現在のデータによる。

## 歴史

### 市町村合併
現在のレムスエック・アム・ネッカー市は、1975年1月1日に、アルディンゲン、ホーホベルク、ホーホドルフ、ネッカーグレーニンゲン、ネッカーレムスが「アルディンゲン・アム・ネッカー」という名称の下で合併し、1977年7月1日に「レムスエック・アム・ネッカー」と改名された。この新しい市名は、レムス川河口の高台にあった同名の城砦に由来する。同じ場所に、1842年にレムスエック城館が建設された。レムスエックという名前はこうした歴史的背景から採られたものである。
1999年レムスエック・アム・ネッカー町の人口は2万人を超えた。しかし町の行政当局が大規模郡都市への昇格申請を行ったのは2003年になってからであった。バーデン＝ヴュルテンベルク州はこの昇格が2004年1月1日に発効すると決定した。この街は、これ以後都市権を有している。

### 前史

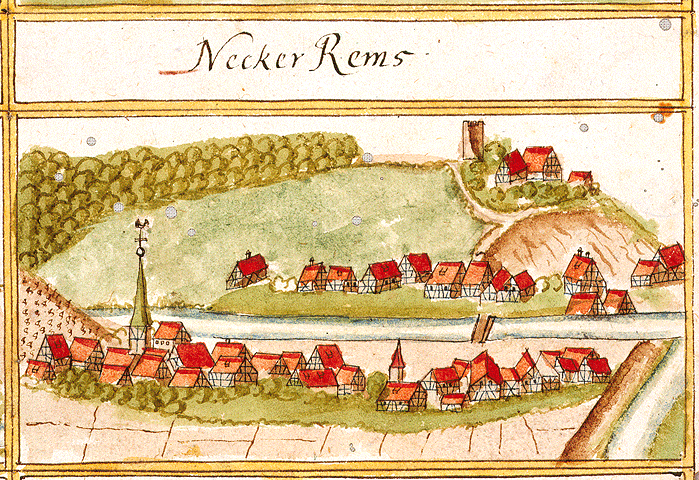
1686年の森林台帳にアンドレアス・キーザーによって描かれたネッカーレムス。レムス川を挟んでレムスエック城が描かれている。

現在の市区は、パットンヴィレを除き、それぞれ古い村落であった。
アルディンゲン (Aldingen) は、1100年頃に Almendingen として初めて文献に記録され、1308年にアスペルク伯領の一部としてヴュルテンベルク領に併合された。
ホーホベルク (Hochberg) は1231年に初めて記録されたが、これは人名ヘルブラント・フォン・ホーエンベルクとしてであった。ヴュルテンベルクのミニステリアーレであったノットハフト家が1684年にホーホベルクをゲミンゲン家に移譲した。ゲミンゲン家はこの集落を1779年にヴュルテンベルク公フリードリヒ・オイゲン公に売却し、フリードリヒ・オイゲン公は兄のカール・オイゲン公にこれを譲渡した。カール・オイゲン公は、この村をシュタープスアムト・ホーホベルクとして公領に編入した。
ホーホドルフ (Hochdorf) の名前が最初に確認されるのも1100年頃である。1604年から19世紀初めまでホーホドルフはノットハフト家の統治下にあった。
ネッカーグレーニンゲン (Neckargröningen) は、早くも806年に、ロルシュ修道院の寄進記録に Gruonincheim として記録されている。1268年にネッカー川沿いの城砦と村がヴュルテンベルク伯の所領となっている。
ネッカーレムス (Neckarrems) は1268年に Rems として初めて記録されている。Neckar は17世紀に初めてつけられた。ネッカーレムスの城砦と村は、最初の記録時からすでにヴュルテンベルク家に属していた。
1806年の行政改革によりヴュルテンベルク王国が成立した後、オーバーアムト・ルートヴィヒスブルクに属したアルディンゲンとネッカーグレーニンゲン以外は、オーバーアムト・ヴァイブリンゲンに属した。ナチ時代のヴュルテンベルクの行政改革により、1938年にすべての村が新設されたルートヴィヒスブルク郡に組み込まれた。第二次世界大戦後この地域はアメリカ管理地区の一部となり、1945年から新設されたヴュルテンベルク＝バーデン州、1952年からはバーデン＝ヴュルテンベルク州に属した。

### パットンヴィレ
パットンビレは、1955年にアメリカ軍関係者の住宅地として、アルディンゲン西部のヴュルテンベルク王国の旧練兵場の一部に建設された。1992年に、アメリカ軍がパットンヴィレから撤収した。この土地を再利用するために、ルートヴィヒスブルク市、コルンヴェストハイム市、レムスエック・アム・ネッカー市によりパットンヴィレ＝ゾネンベルク目的連合が発足した。アメリカ軍のパットンヴィレ住宅の大部分は、アルディンゲンの市区内にあり、目的連合設立に先立ち、大規模な市域の交換が行われた。これにより目的連合設立に好都合な割り当てが行われた。パットンヴィレ市区は現在、ジョン＝F.＝ケネディー通りによって分割されており、その西側がコルンヴェストハイム市、東側がレムスエック・アム・ネッカー市に属している。新しい住民の継続的な流入により、レムスエック・アム・ネッカーは大規模郡都市の肩書きを得ることができた。未だに拡張している第VII区により、パットンヴィレのレムスエック部分は約2500人から6000人にまで増加する。これはパットンヴィレ最大の地区となる。

## 住民

### 人口推移
以下に示す数値は、推定値、人口調査結果 (*)、あるいは各時点の統計局の公的な研究値である。
| 時点           | 人口（人） |
| -------------- | ---------- |
| 1961年6月6日*  | 8.879      |
| 1970年5月27日* | 13,435     |
| 1975年12月31日 | 15,780     |
| 1980年12月31日 | 16,593     |
| 1987年5月25日* | 16,331     |
| 1990年12月31日 | 17,459     |
| 1995年12月31日 | 18,375     |

| 時点           | 人口（人） |
| -------------- | ---------- |
| 2000年12月31日 | 20,519     |
| 2005年12月31日 | 22,415     |
| 2010年12月31日 | 23,355     |
| 2015年12月31日 | 25,759     |
| 2017年12月31日 | 26,174     |

合併前の人口には、合併後に本市に含まれることになる集落の人口を含んでいる。

### 宗教
現在のレムスエック・アム・ネッカー市の市区は元々シュパイアー司教区に属していた。村の領主およびヴュルテンベルク伯は、1534年から宗教改革を受け容れ、これ以後何世紀もの間、主にプロテスタントの村であった。アルディンゲンは、オーバーアムト、教会監督区および教会管区のいずれもルートヴィヒスブルクに属したが、他の村は1938年までヴァイブリンゲンの教会監督区および教会管区の一部であった。1938年にルートヴィヒスブルク教会監督区の村がヴュルテンベルク福音主義州教会内に取り込まれた。すべての市区に教会があるが、パットンヴィレでは教会組織上、プロテスタント住民はコルンヴェストハイム福音主義マルティン教会に、カトリック信者はコルンヴェストハイム聖マルティヌス教会に属している。
第二次世界大戦後、カトリック信者も現在のレムスエック・アム・ネッカー市で増加した。アルディンゲンでは1966年にカトリックの聖ペトルス・カニジウス教会が建設された。アルディンゲン司祭区にはネッカーグレーニンゲンやネッカーレムスの住民も属した。ホーホベルクでは1971年に聖ニコラウスおよびバルバラ教会が建設された。ホーホベルクは1977年に独立した司祭区となった。ホーホドルフのカトリック信者もこの教会で礼拝を行っていたが、1976年には自前の教会聖フランツィスクス教会を建設した。パットンヴィレのカトリック信者は、教会組織上はコルンヴェストハイム聖マルティン司祭区に属している。レムスエックの2つの教区（アルディンゲンおよびホーホベルク）は、ロッテンブルク＝シュトゥットガルト司教区ルートヴィヒスブルク首席司祭区内でレムスエック司牧会を形成している。
これら二大教会の他に、レムスエックには自由教会も存在する。たとえば、ネッカーグレーニンゲンのフォルクスミッション・エントシーデナー・クリステン、ネッカーレムスおよびホーベルクの福音主義メソジスト教会などである。さらにアルディンゲンとネッカーレムスの新使徒教会も活動している。
ホーホベルクには、1760年から1914年までユダヤ教会があった。最盛期の1852年には305人の信者が属していた。村の外れのユダヤ人墓地は現在も存在しており、市によって管理されている。かつてのシナゴーグも現存するが、現在は福音主義メソジスト教会として利用されている。

## 行政

### 議会
レムスエック・アム・ネッカーの市議会議員は26議席である。市議会は、この選出された名誉職の議員と、議長を務める市長で構成される。上級市長は市議会において投票権を有している。

### 首長
レムスエック・アム・ネッカーの首長の公的な職名は、当初「ビュルガーマイスター」（ドイツ語: Bürgermeister。市長、町長を指す一般的な語）であった。2004年1月1日の大規模郡都市への昇格に伴い首長の公的名称は「オーバービュルガーマイスター」（ドイツ語: Oberbürgermeister。直訳: 上級市長）となった。首長は8年ごとの直接選挙で選出される。首長は市議会において議長を務める。首長は、代行者として2人の副市長を置いている。第1副市長の公的な名称は「エルスター・ビュルガーマイスター」、第2副市長のそれは「ビュルガーマイスター」である。
過去の首長:
- 1975年 - 1998年: ペーター・クーン (FWV)
- 1998年 - 2014年8月31日: カール＝ハインツ・シュルムベルクガー (CDU)
- 2014年10月1日 - : ディルク・シェーンベルガー（無所属）[7]

### 紋章と旗
レムスエック・アム・ネッカー市の紋章は、左右二分割。向かって左は青地で、垂直に配された金の魚。向かって右は銀地に赤い鷲の翼。市の旗は、黄 - 青である。魚はネッカー川とレムス川を象徴している。この図柄はネッカーグレーニンゲンとネッカーレムスのかつての紋章にも見られる。鷲の翼は、ホーエンベルクのジッペ、ノットハフト家の紋章から採られたもので、ホーホベルクやホーホドルフの紋章にも見られる。紋章と旗は、1977年6月21日にルートヴィヒスブルク郡の郡長により認可された。
2004年の市への昇格に伴い、「レムスエック-R」と呼ばれる独自のロゴが制定された。これは筆記体の黄色い「R」と「Remseck am Neckar – Große Kreisstadt」の文言を組み合わせたものである。

### 姉妹都市
レムスエック・アム・ネッカーは、以下の都市と姉妹都市関係にある
- メレ＝デュ＝メーヌ（フランス語版、英語版）（フランス、マイエンヌ県）1975年
- サン・ジョヴァンニ・ディ・ファッサ（イタリア、トレンティーノ＝アルト・アディジェ州）1997年（2017年まではヴィーゴ・ディ・ファッサ）
- コドレア（ルーマニア、ブラショフ県）2018年

2014年にメレ＝デュ＝メーヌとの姉妹都市 40周年、2012年にサン・ジョヴァンニ・ディ・ファッサとの姉妹都市 15周年の祝祭行事が始まった。

## 経済と社会資本

### 交通

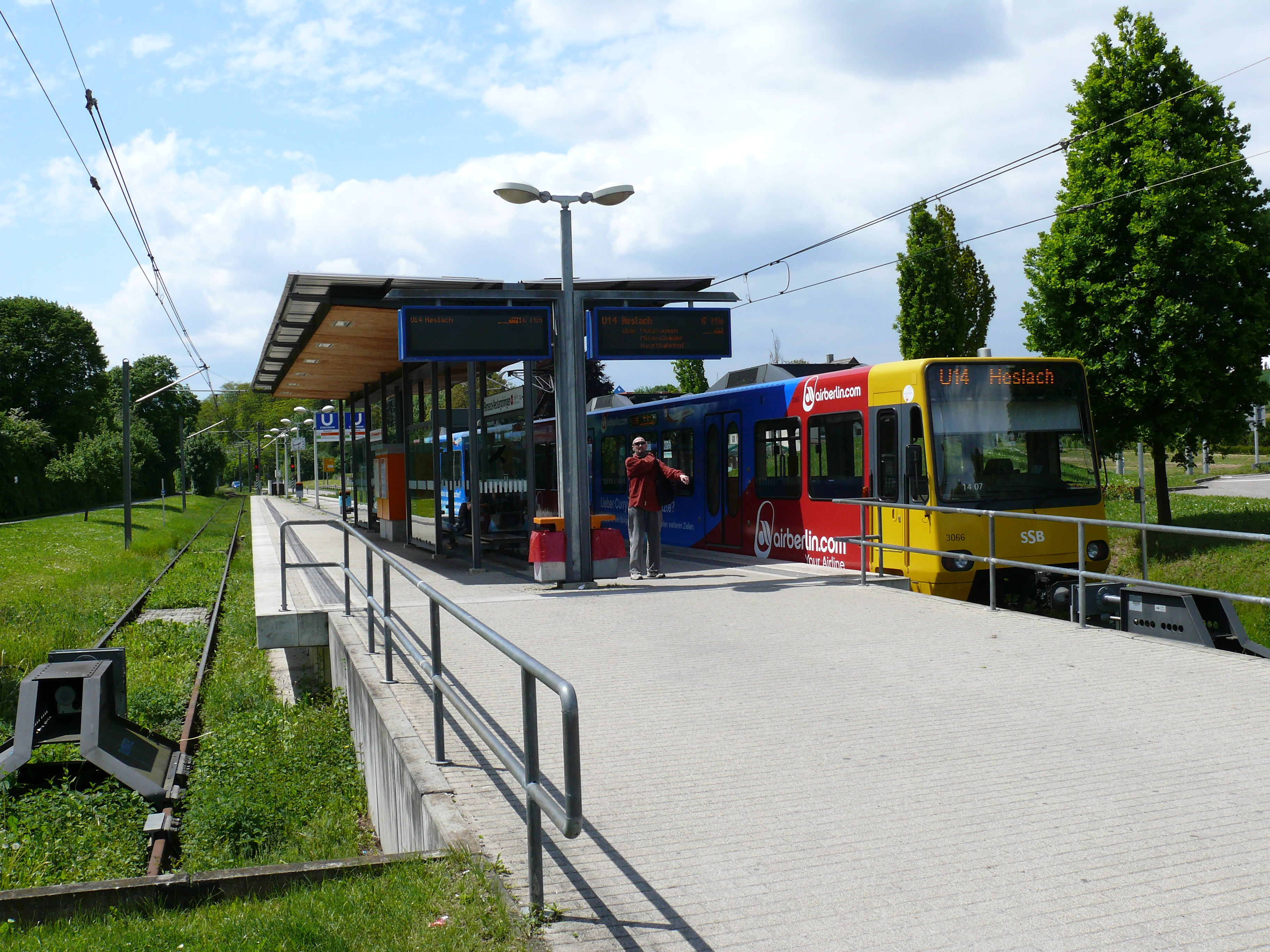
レムスエック＝ネッカーグレーニンゲン駅

市域内を州道や郡道が通っている。ネッカー川の橋は大変に交通量が多いが、シュトゥットガルト北東環状道が開通すれば、その橋によって交通量は緩和されるはずである。アウトバーン A81号線シュトゥットガルト - ハイルブロン線は、シュトゥットガルト＝ツッフェンハウゼン、ルートヴィヒスブルク北あるいはルートヴィヒスブルク南インターチェンジ経由で利用する。
1999年からレムスエック・アム・ネッカーは、州都シュトゥットガルトのシュタットバーン網に接続している。終点のレムスエック＝ネッカーグレーニンゲンから U12号線（レムスエック - シュトゥットガルト中央駅 - デュルレヴァング）でシュトゥットガルト中央駅まで10-25分で行くことができる。レムスエックの市内には4つの停留所がある。公共近郊旅客交通は、レムスエック市バスの3つの路線（402、403、405）が利用できる。停留所「レムスエック＝ネッカーグレーニンゲン」（U12号線の終点）は上記の路線の他、431、432号線（ルートヴィヒスブルガー交通路線 (LVL)）および451号線（ツァイアー）が発着する。金曜日から土曜日、土曜日から日曜日、および休日前の夜間には、夜行バス N43号線 (LVL) がここに停車する。すべての路線は、シュトゥットガルト交通・運賃連盟 (VVS) の統一運賃で利用できる。1910年から1923年までネッカーグレーニンゲン市区およびアルディンゲン市区は、ルートヴィヒスブルクのトローリーバスによってルートヴィヒスブルク駅と結ばれていた。
1999年からアルディンゲン地区のネッカー川沿いの敷地にシュトゥットガルター・シュトラーセンバーネン AG (SSB) の操車場があり、約40両の車両が格納されている。ここには U12号線のホルンバッハ駅と、大規模なパーク・アンド・ライド用無料駐車場もある。

### メディア
レムスエック・アム・ネッカーのローカルニュースは多くのメディアで報道される。たとえば、「ルートヴィヒスブルガー・クライスツァイトゥング」の付録「ウンザー・レムスエック」やシュトゥットガルト・ツァイトゥングのルートヴィヒスブルク版などである。木曜日ごとに市の広報紙「レムスエック・ヴォーヒェ」が刊行されている。この広報紙の発行部数は5,200部を超える。パットンヴィレ向けに、2週間ごとに「パットンヴィレ・インフォ」が目的連合により刊行されている。

### 公共施設
市はすべての市区に個別の図書館を有している。
郡立クレーブラット養護ホームは、レムスエック=アルディンゲンとレムスエック＝パットンヴィレに老人・介護ホームを有している。この他に、ネッカーレムスに、福音主義のハイムシュティフトゥング・アム・レムスウーファーがあり、ホーホベルクのアトラス・ケアの運営者でもある。両施設はともに養護ホームである。レムスエックには、合計150床の老人養護施設がある。

### 教育
レムスエック・アム・ネッカーは、ギムナジウム 1校（リーゼ＝マイトナー＝ギムナジウム、アルディンゲン）、実科学校 1校（レムスエック実科学校、パットンヴィレ）、ゲマインシャフトシューレ 1校（ヴィルヘルム＝カイル＝シューレ、アルディンゲン）、市区ごとに基礎課程学校がある。市内には幼稚園が 15園あり、アルディンゲンとネッカーグレーニンゲンは、3歳以下の幼児のための託児所を併設している。

### 青少年
レムスエックの青少年のために、2005年から新しい青年（文化）館が存在する。終点駅や教育センターに近いメレ＝デュ＝メーヌ通りの古い青年部門の建物（コンテナ様式）が新たにカラフルな外観の青年館に改築された。青年館の地下には、公的な青年活動やイベントに用いられる「カフェ・インパルス」がある。すぐ近くには、ローラースケート場、トランポリン施設、ビーチバレーコートを含む「ニーシェ」がある。青年館やニーシェ・レジャーゲレンデでは、コンサートや祝祭が開催される。

## 文化と見所
ネッカーレムス市区は、多くの見所を通るヴュルテンベルク・ワイン街道に面している。

### 博物館
ネッカーレムス郷土室はこの地域の農民生活を展示しており、靴職人の工房を完全再現している。完全に機能する状態の鍛冶屋が入った「ドルフシュミーデ・ネッカーグレーニンゲン」では、見学者自らハンマーや金床に触れることができる。

### 建築

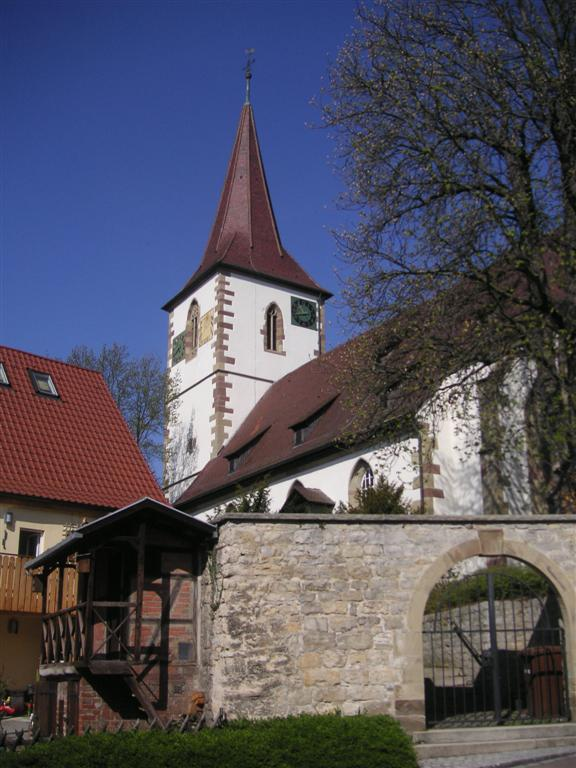
アルディンゲンのマルガレーテン教会

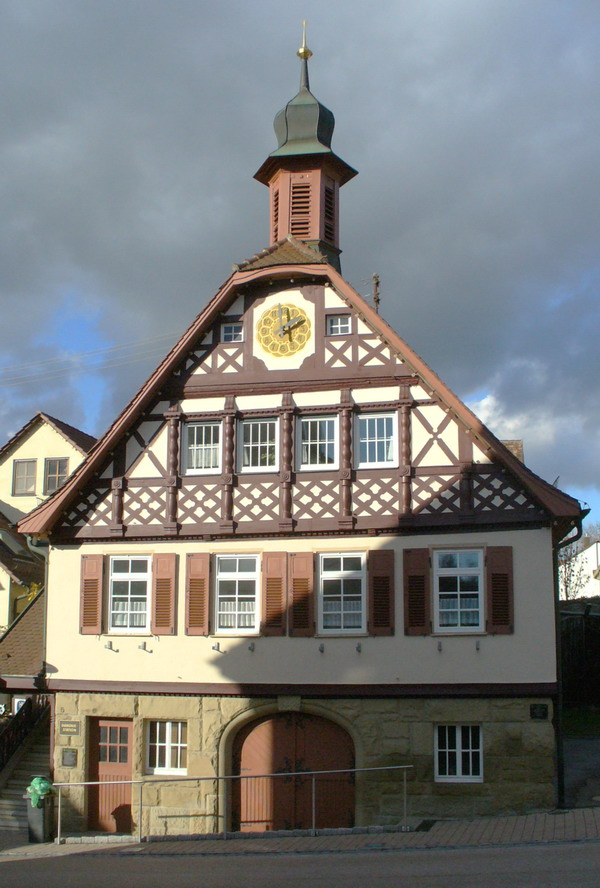
ネッカーレムスの旧町役場

- アルディンゲン: 1580年建造のルネサンス城館はバロック様式の玄関を有している。1398年に建設されたゴシック様式のマルガレーテン教会は16世紀から17世紀の墓石を持つ福音主義教会である。
- ホーホベルク: 騎士の間をもつ城館は1593年に建造された。この市区には1854年建造のネオゴシック様式の福音主義教会がある。1752年に建設されたブドウ搾り所は、現在は祝祭ホールとして利用されている。この市区には19世紀から使われていたユダヤ人墓地もある。かつてのシナゴーグは現在、福音主義＝メソジスト教会が礼拝堂として用いている。
- ホーホドルフ: 16世紀建造の城館は1612年に改築された。周囲を囲む壁の遺構が遺されている。ゴシック様式の聖ヴェンデリン教区教会（福音主義）は、簡素な建築である。ヴィルヘルムス広場には、元々壁に囲まれていた16世紀の荘園跡がある。
- ネッカーグレーニンゲン: この市区には多くの装飾木組み建築がある。1592年の旧村役場の道路側の面は1850年頃に造られたものである。1515年建造のゴシック様式の内陣と中世後期の壁絵の遺構を持つ旧防衛教会聖マルティン教会は村の福音主義教会である。
- ネッカーレムス: 1564年建造の旧村役場は、1915年に造られた切妻の木組みを有している。後期ゴシック様式の聖ミヒャエルおよびゼバスティアーン教会は、1500年頃に建設された。山の尾根には、レムスエック城（1842年）が建っている。ここには、中世のレムスエック城砦跡もある。

1988年と1990年に建設されたネッカー川 (80 m) とレムス川 (51.2 m) に架かる自転車・歩行者専用橋は、建設当時にはヨーロッパ最大の自立型木造橋 (freitragende Holzbrücke) であり、建築技術上および木組み建築上の高度な技巧を示している。この2つの橋は、橋脚まで完全に木製で、天候から護るために、板ガラスをはめ込んだ屋根がつけられている。

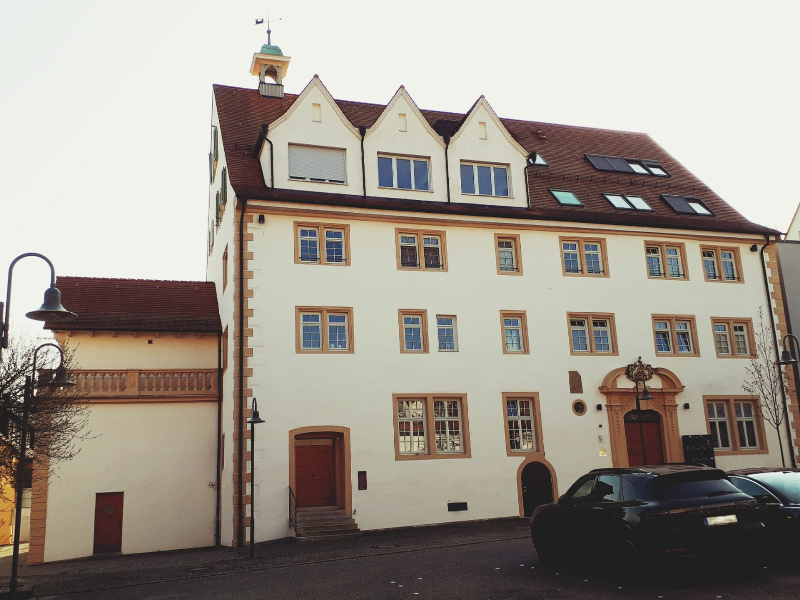
アルディンゲン城
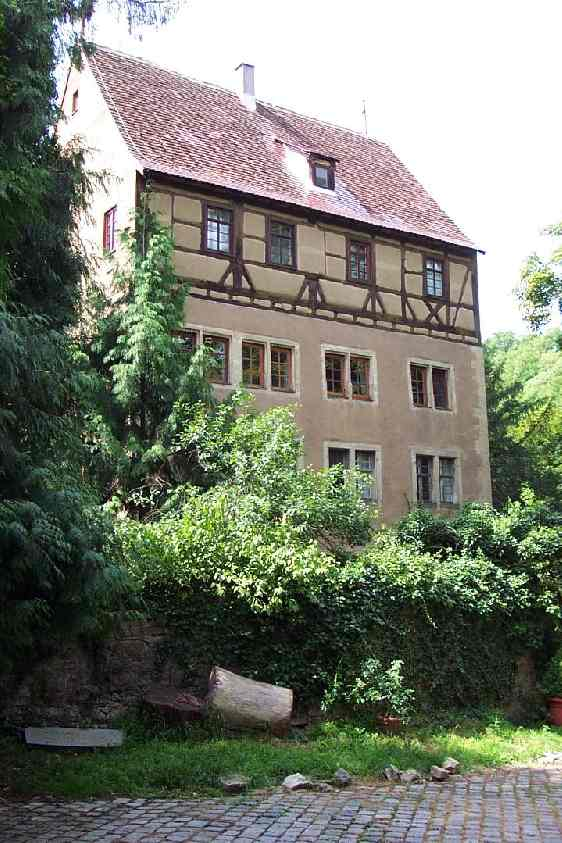
ホーホベルク城の門番所
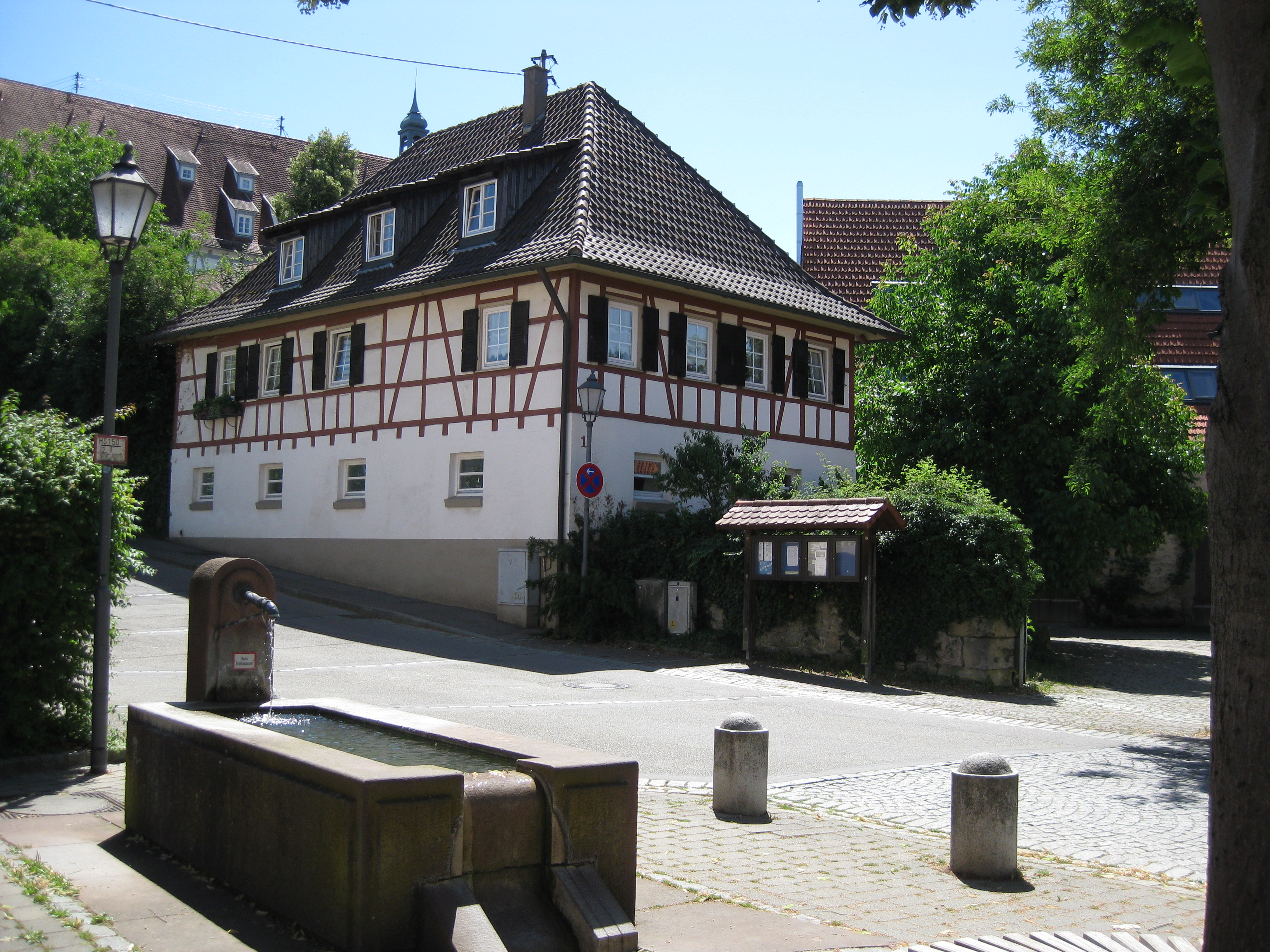
ホーホドルフのヴィルヘルムス広場
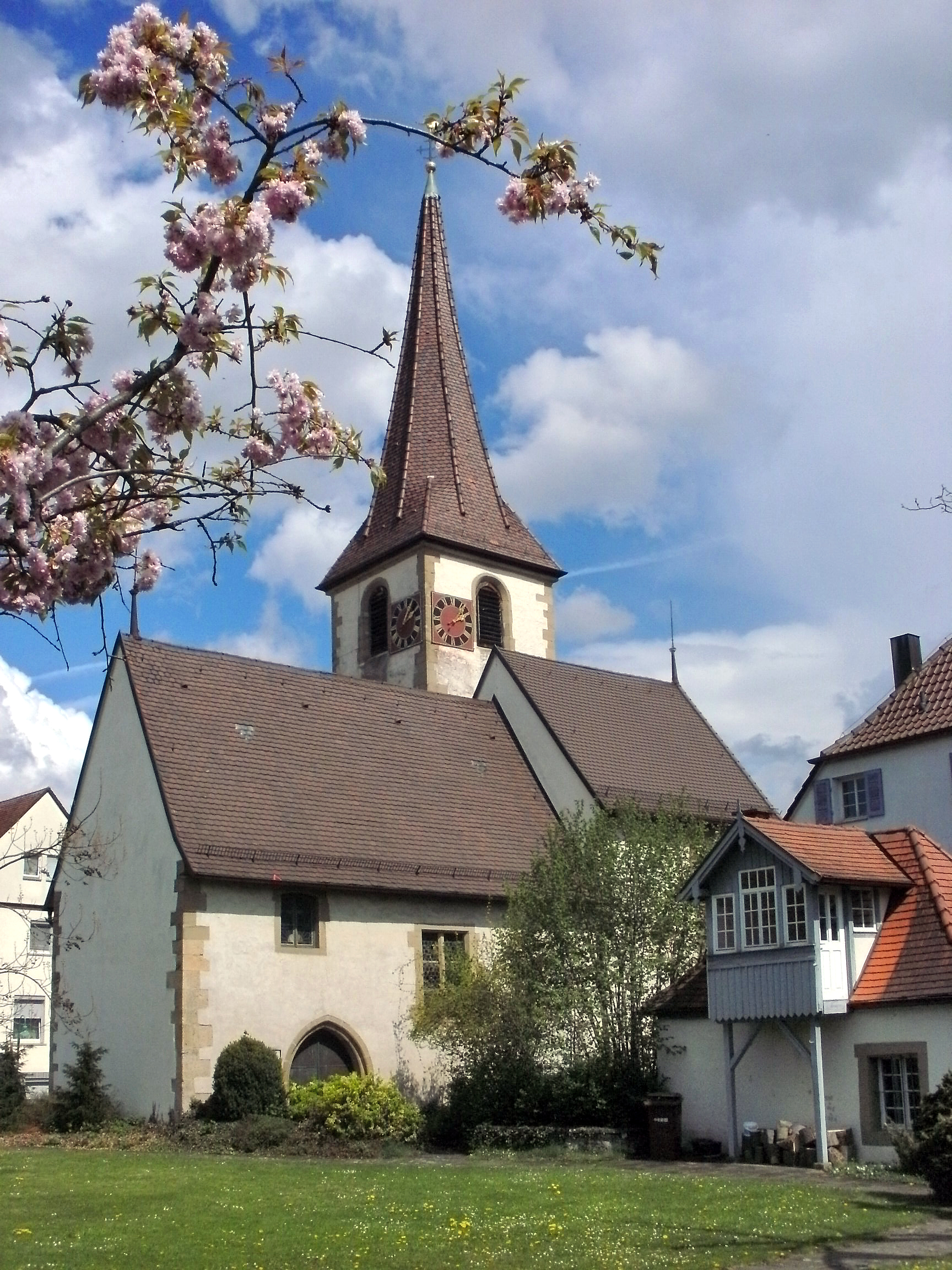
ネッカーグレーニンゲンの聖マルティン教会
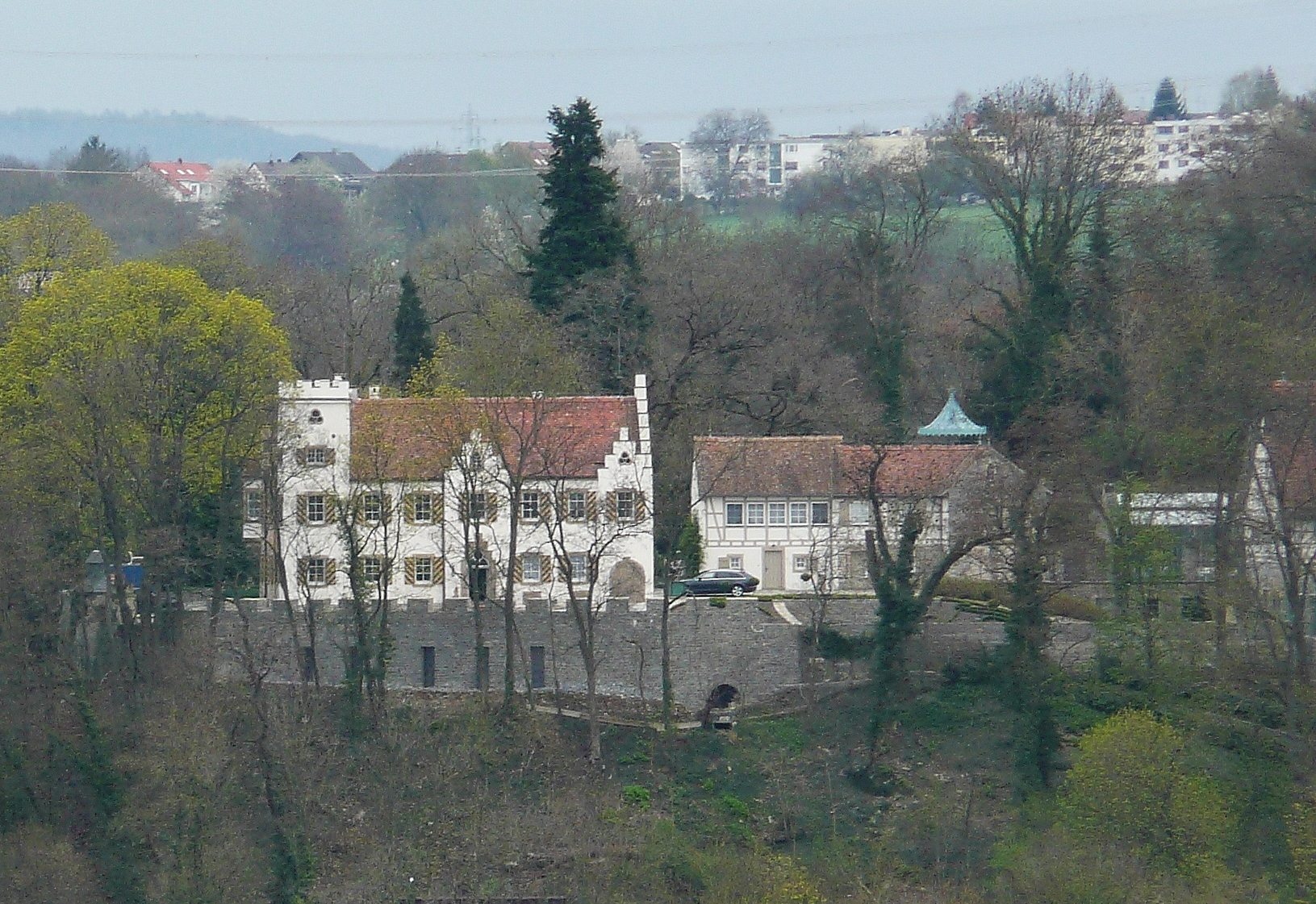
レムスエック城
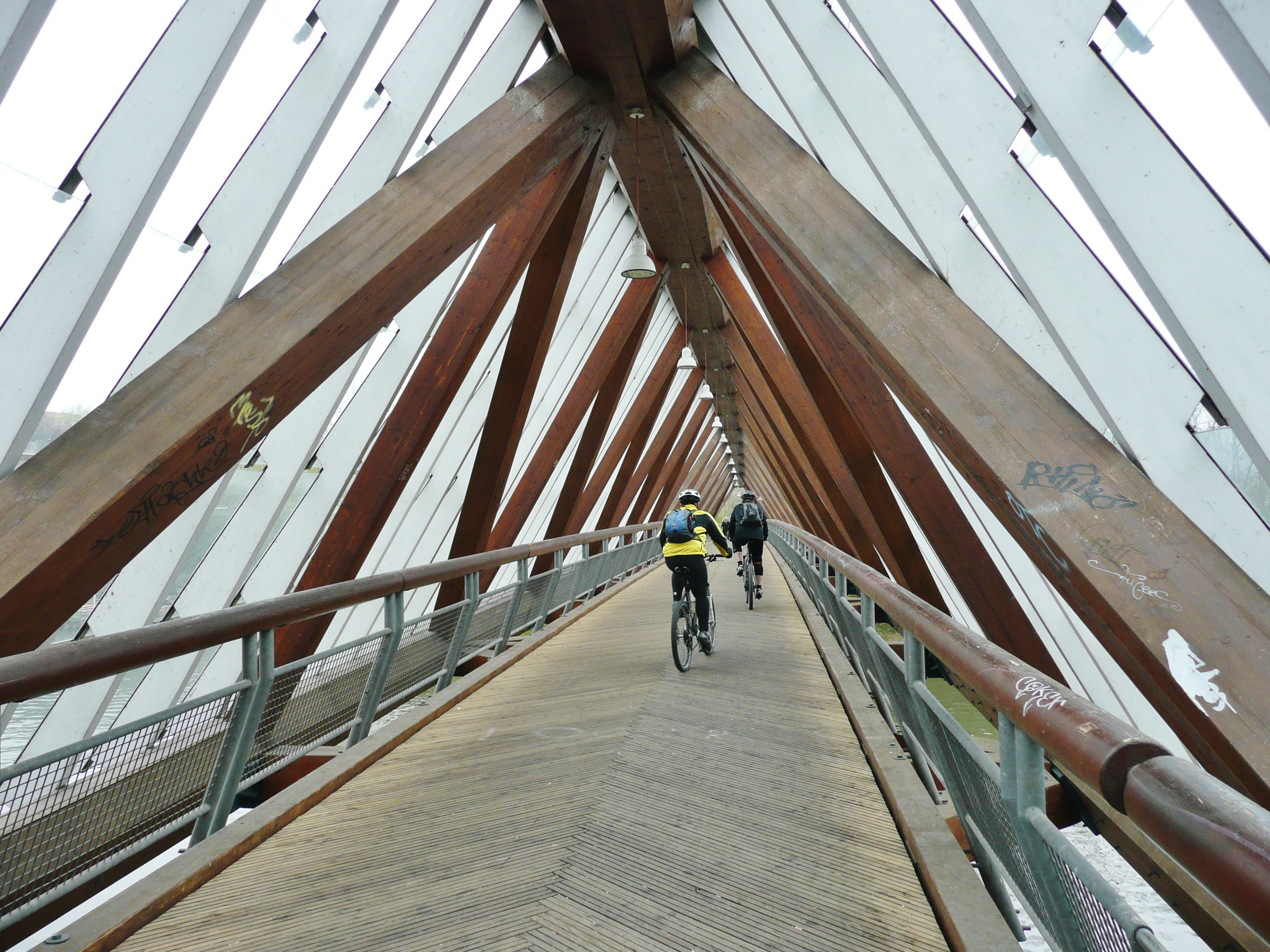
ネッカー川とレムス川の合流点に架かる橋

### 記念碑
2019年7月1日、レムスエック・アム・ネッカーで最初の、芸術家グンター・デムニヒによるストルパーシュタイン（躓きの石）が埋設された。ホーホベルク市区のハウプト通り18番地の前の歩道に埋設されたこの小さな真鍮製のプレートは、ユダヤ人の家畜商で肉屋であったアドルフ・ファルクを追悼するものである。ここは彼が自由意志で選んだ最後の家であった。ファルクは、1939年夏にナチスを恐れて息子のいるイギリスへ逃亡し、1943年10月5日にロンドンで死亡した。

### レムスタール＝ガーデンショー 2019
2019年5月10日から10月20日までレムスタールでバーデン＝ヴュルテンベルク州のグリーンプロジェクトが開催され、レムスエックもこれに参加した。レムスタール＝ガーデンショー 2019 は、州庭園博と毎年交互に開催される「小規模な」ガーデンショーである。
これに関連して、レムス川がネッカー川に注ぐ河口に、ネッカー川の岸につながる浮島が設けられた。レムスエックは、浮島上に建てられた「バーデハウス」で、ガーデンショーの建築プロジェクト「16 ステーション」に参加した。

### 年中行事
- 聖霊降臨祭: ロック・アム・ツィプフェルバッハ
- 7月: ホーフドルフのヴィルヘルムス広場祭（2年ごと）
- 7月: 消防署祭
- 7月: ホーホベルクのネッカー＝センターでの大規模な夏祭とムジークフォイアーヴェルク（直訳: 音楽の花火）
- 7月/8月: ネッカー＝レムス杯（サッカー）
- 7月: ネッカーレムスの街道祭
- 10月: ホーホベルクのネッカー＝センターでの伝統的なオクトーバーフェスト
- 12月第2アドヴェント: レムスエックのクリスマスマーケット

### スポーツと余暇
レムスエック・アム・ネッカーには、たとえば以下のスポーツクラブがある: TC アルディンゲン、TV アルディンゲン、TSV ネッカーグレーニンゲン、VfB ネッカーレムス、SGV ホーホドルフ、SKV ホーホベルク、バスケットボールクラブの BG レムスエックなどである。
2019年現在最も成功しているサッカークラブが VfB ネッカーレムスである。このクラブは、ドイツで5番目のリーグであるオーバーリーガ・バーデン＝ヴュルテンベルクでプレイしている。VfB ネッカーレムスは、2009年/2010年シーズンにレムスエックの歴史上初めてオーバーリーガに昇格したクラブであった。
TV アルディンゲンは、レムスエック・アム・ネッカーでハンドボールを行っている唯一のクラブである。その女子チームは2009年にランデスリーガに昇格した。
BG レムスエックは、2013年にバスケットボール・レギオナルリーガ南西部・南部に昇格した。
レムスエック・アム・ネッカーには、2つの大きなサッカー・陸上競技場がある。アルディンゲン市区の教育センター近くにあるシュターディオン・レーゲンタールは、約7,000人のキャパシティがある。Layher-アレーナ・フンメルベルクには、2500人分の客席がある。フンメルベルクでは VfB ネッカーレムスがホームゲームを行っている。

## 人物

### 出身者
- ルズヴィ・ホルスタイン＝リズラボー（デンマーク語版、英語版）（1839年 - 1912年）デンマーク評議会議長

### ゆかりの人物
- ジョージ・パットン（1885年 - 1945年）アメリカ合衆国の軍人。パットンヴィレの建設に努めた。
- ライナー・アドリオン（ドイツ語版、英語版）（1953年 - ）サッカー選手、指導者
- レオニー・マイアー（ドイツ語版、英語版）（1992年 - ）女子サッカー選手

## 関連図書
- Landesarchivdirektion Baden-Württemberg, ed (1978). Das Land Baden-Württemberg – Amtliche Beschreibung nach Kreisen und Gemeinden, Band III Regierungsbezirk Stuttgart, Regionalverband Mittlerer Neckar. Stuttgart
- Harald Stark (2006). Die Familie Notthafft – auf Spurensuche im Egerland, in Bayern und Schwaben. Weißenstadt: Späthling. ISBN 978-3-926621-46-7
- Ulrich Hartmann, ed (1994). Der Kreis Ludwigsburg (2 ed.). Stuttgart: Theiss. ISBN 978-3-8062-1055-2
- Gerhard Bickel, ed (2018). Remseck – Die Ortsgeschichte von Neckarrems. Weißenthurm: Cardamina Verlag. ISBN 978-3-86424-422-3
- Gerhard Bickel, ed (2018). Remseck – Neckarremser Auswanderer. Weißenthurm: Cardamina Verlag. ISBN 978-3-86424-425-4

これらの文献は、翻訳元であるドイツ語版の参考文献として挙げられていたものであり、日本語版作成に際し直接参照してはおりません。

## 訳注
1. ↑  大規模郡都市 (ドイツ語: Große Kreisstadt) の定義は州によって異なっている。バーデン＝ヴュルテンベルク州では、人口2万人以上の郡に所属する都市を意味する。